# Victor Houteff
Victor T. Houteff (n. Raikovo, Bulgaria; 2 de marzo de 1885 - f. Waco, Texas; 5 de febrero de 1955), fundador de los Davidianos de la Vara del Pastor (Shepherd's Rod Davidians).

## Vida
Fundador de los Davidianos. Nació en Raikovo (Bulgaria), el 2 de marzo de 1885. Emigró a Estados Unidos (EE. UU.) en 1907. Murió en Waco (Texas) el 5 de febrero de 1955. 
Houteff manifestó a lo largo de su vida que uno de sus propósitos era conocer a Dios. En unas montañas en Texas, tiene una serie de visiones, y cree así conocer a su "Creador" y así empieza su carrera religiosa, su primera afiliación religiosa fue con la Iglesia Ortodoxa Griega, luego pasó a ser Adventista y luego pasó a fundar a los Davidianos, que lo adoraban como una especie de mesías.
No dejó ningún presidente-sucesor de su grupo religioso (Davidianos), pero ya antes de su muerte surgieron grupos disidentes en su seno debido a desacuerdos con las enseñanzas de Houteff. 
- Datos: Q2904697